# 22480 Maedatoshihisa
22480 Maedatoshihisa este o planetă minoră (asteroid), cu un diametru de 4,75 km, din centura de asteroizi. A fost descoperită pe 3 aprilie 1997 la Kitami Observatory⁠(d) de Kin Endate. 
Obiectul prezintă o orbită caracterizată de o semiaxă mare de 2,7748882 UAi, o excentricitate de 0,06, o înclinație de 6,48476 ° în raport cu ecliptica.